# Ludvig Filip I, hertig av Orléans
Louis Philippe d'Orléans, Ludvig Filip, hertig av Orléans, född 12 maj 1725 i Versailles, död 18 november 1785 i Seine-Port, var en fransk prins och militär. Han var far till Ludvig Filip av Bourbon-Orléans (kallad Philippe Égalité) och farfar till Ludvig Filip I av Frankrike.

## Biografi
Ludvig Filip föddes på slottet i Versailles som son till Ludvig av Orléans och Auguste av Baden-Baden. Han var känd som hertig av Chartres till sin fars död 1752. Han tjänade i den franska armén under österrikiska tronföljdskriget och utmärkte sig i fälttågen 1742, 1743 och 1744 samt vid slaget vid Fontenoy 1745. Han drog sig tillbaka till slottet i Bagnolet 1757, där han tillbringade tiden med teaterföreställningar och att umgås med tidens lärda.
Ludvig Filip gifte sig 17 december 1743 med Louise Henriette av Bourbon (1726–1759) med vilken han fick sonen Ludvig Filip (Louis Philippe), och dottern Bathilde (1750–1822) som gifte sig med Louis Henrik II av Bourbon, den siste hertigen av Bourbon. Hans andra, morganatiska, maka Charlotte Jeanne Béraud de La Haye de Riou, markisinna av Montesson (1737–1805) gifte han sig med inofficiellt den 23 april 1773. Hon var en intelligent person och en relativt känd författare. Som bröllopsgåva fick hon slottet Château de Sainte-Assise. Där tog paret emot flera av tidens mest kända författare och vetenskapsmän.